# Кодекс
Ко́декс (лат. сōdех — «книга». «дощечка для письма») — это систематизированный, внутренне согласованный законодательный акт, объединяющий в определённом порядке обновлённые нормы права, регулирующие однородную группу общественных отношений.
В других источниках указано, что Кодекс — систематический сборник законов, относящихся к отделу (по одному из крупных отделов права) или целой совокупности отделов права, изданный органом законодательной власти или систематизированный свод законов и постановлений, регулирующих какую-либо область общественной жизни. На начало XX столетия «Кодекс» преимущественно обозначал систематизированное собрание законов, составленное путём кодификации. Сама же кодификация — процесс, направленный на сбор разрозненных, фрагментированных норм в единый нормативный комплекс.

## Возникновение понятия «кодекс»
Латинское слово codex имело много значений. Кодексом назывались: ствол дерева; чурбан или колодка, прикрепляемая к ногам преступника, которую он волочил за собой и на которую садился; брёвна, служившие основанием плавучего моста или перевозного парома; наконец, деревянные дощечки (табелла (tabellæ)), намазанные воском (навощенные), предназначенные для письма и в своём соединении составлявшие книгу, в отличие от свитка (volumen). Впоследствии название «Codex» получили и книги из папируса и пергамента. Поэтому, между прочим, codices назывались кассовые книги древних римлян (см. Codices accepti ас depensi). Издание Грегорианом императорских конституций под названием кодекса, имевшее огромный успех, укрепило за словом значение законодательного сборника. За Грегориановым Кодексом последовали Кодексы Гермогениана, Феодосия и Юстиниана. В средних веках выражение «кодекс» затерялось (собрания законов в это время называют просто leges) и восстанавливается только с XVI века, впервые в издании так называемого «Кодекса Генриха III» (фр. Code de Henri III), составленного Барнабе Бриссоном и содержащего ордонансы французских королей. С этого времени оно становится очень употребительным. Ряд сборников законов, особенно с конца XVIII века, получает название кодексов (см. Кодификация).

## Кодексы в разных государствах
Наличие кодекса, как особого нормативного акта, в большей степени, присуще для стран континентального права, вроде Франции, Германии, Италии, Испании, Польши, Бельгии и прочих.
Для стран англо-саксонской правовой семьи подобные акты не характерны, в силу преобладания норм общего права, права справедливости и прецедентного права.
Наиболее известными кодификациям являются:
- Германское Гражданское Уложение 1896 г. (Bürgerliches Gesetzbuch).
- Французский Гражданский Кодекс или Кодекс Наполеона 1804 г. (Code Civil des Français).
- Французский Торговый Кодекс.

### Азия
- Коммерческий кодекс Республики Корея

## Кодексы Российской Федерации
Как в Советском Союзе, так и в России Кодексы использовались и используются весьма широко.
- Гражданский кодекс — регулирует широкий круг имущественных и личных неимущественных отношений между гражданами, их объединениями и государством на основе равенства всех субъектов (первая часть принята в 1994 году, вторая — в 1996, третья — в 2001, четвёртая — в 2006);
- Гражданский процессуальный кодекс — регулирует отношения, возникающие при рассмотрении дел судами общей юрисдикции (принят в 2002 году);
- Уголовный кодекс — регулирует общие положения уголовной ответственности, устанавливает наказания, и содержит исчерпывающий перечень деяний, признаваемых преступлениями (принят в 1996 году).
- Уголовно-процессуальный кодекс — регулирует порядок привлечения к уголовной ответственности (принят в 2001 году);
- Уголовно-исполнительный кодекс — регулирует отношения по исполнению уголовных наказаний (принят в 1997 году);
- Кодекс об административных правонарушениях — регулирует отношения по привлечению к административной ответственности, в том числе общие начала, перечень всех административных правонарушений (может быть дополнен на региональном уровне), органы, рассматривающие дела, порядок привлечения к административной ответственности и порядок исполнения решений по административным делам (принят в 2001 году);
- Кодекс административного судопроизводства Российской Федерации — регулирует правила рассмотрения и разрешения Верховным Судом Российской Федерации и судами общей юрисдикции административных дел в Российской Федерации (принят в 2015 году);
- Трудовой кодекс — регулирует трудовые и возникающие из трудовых отношения (принят в 2001 году);
- Семейный кодекс — регулирует семейные отношения (брак, права супругов и детей, алиментные отношения и устройство детей, оставшихся без попечения родителей) (принят в 1995 году);
- Кодекс торгового мореплавания — регулирует отношения, возникающие из торгового мореплавания (перевозок грузов, пассажиров и их багажа, промысла водных биологических ресурсов, разведки и разработки минеральных и других неживых ресурсов морского дна и его недр и т. д.) (принят в 2001 году);
- Кодекс внутреннего водного транспорта — регулирует отношения по поводу перевозки на внутреннем водном транспорте (принят в 2001 году);
- Градостроительный кодекс — регулирует деятельность по развитию территорий, в том числе городов и иных поселений (принят в 2004 году);
- Земельный кодекс — регулирует отношения по поводу использования и оборота земельных ресурсов (принят в 2001 году);
- Таможенный кодекс Евразийского экономического союза — осуществляет правовое регулирование отношений, связанных с перемещением товаров через таможенную границу Евразийского экономического союза (принят в 2017 году);
- Бюджетный кодекс — содержит правила формирования и исполнения бюджетов всех уровней (принят в 1998 году);
- Арбитражный процессуальный кодекс — регулирует ведение арбитражного судопроизводства, то есть по делам, связанным с предпринимательской деятельностью (принят в 2002 году);
- Водный кодекс — регулирует отношения по поводу использования водных ресурсов (принят в 2006 году);
- Налоговый кодекс — регулирует отношения по поводу налогообложения (первая часть принята в 1998 году, вторая — в 2000 году);
- Жилищный кодекс — регулирует отношения, связанные с жилыми помещениями, их использованием, жилищными правами граждан (принят в 2004 году);
- Воздушный кодекс — регулирует отношения по перевозке воздушным транспортом (принят в 1997 году);
- Лесной кодекс — регулирует отношения по поводу использования лесных ресурсов (принят в 2006 году)